# Bertrand Billard
Bertrand Billard (Salmagne, 8 de julio de 1987) es un deportista francés que compitió en triatlón. Ganó dos medallas de oro en el Campeonato Mundial de Triatlón de Larga Distancia en los años 2013 y 2014.

## Palmarés internacional
| Campeonato Mundial | Campeonato Mundial | Campeonato Mundial | Campeonato Mundial |
| Año                | Lugar              | Medalla            | Prueba             |
| ------------------ | ------------------ | ------------------ | ------------------ |
| 2013               | Belfort (Francia)  | Medalla de oro     | Individual         |
| 2014               | Weihai (China)     | Medalla de oro     | Individual         |